# 1966年5月20日の日食

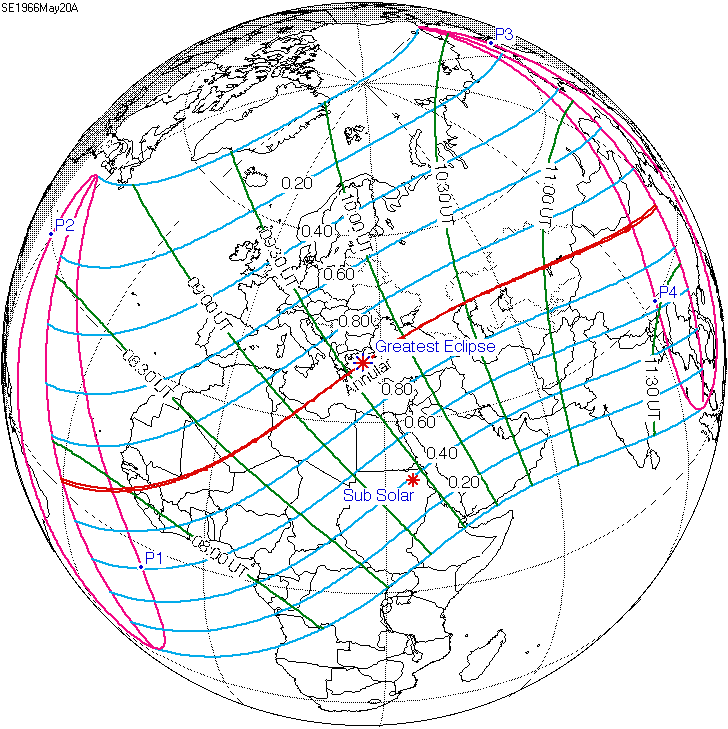

1966年5月20日の日食は、1966年5月20日に観測された日食である。ギニア、マリ、アルジェリア、リビア、ギリシャ、トルコ、ソ連、中国で金環日食が観測され、ユーラシア大陸のほとんど、赤道以北のアフリカ及び周辺の一部で部分日食が観測された。

## 通過した地域
金環帯が通過した、金環日食が見えた地域はギニア（首都コナクリを含む）、マリ共和国、アルジェリア南東部、リビア北西部、ギリシャ南東部、トルコ北西部、ソ連南部（現在ロシアのヨーロッパ部分南部とカザフスタン）、中国北部の新疆ウイグル自治区から河南省林県（現在の林州市）と山西省の隣接地域までの範囲だった。金環食の最大はギリシャのレスボス島北東部のルトロポリ温泉にあった。
また、金環日食が見えなくても、部分日食が見えた地域はデンマーク領グリーンランド東部、カナダのニューファンドランド島南東端の小さい部分、ブラジル北東端、ヨーロッパの全部、アフリカ中北部、アジアのほとんど（インド南端及びアジア東部と南部の島を除く）だった。

## 特徴
この金環日食の時、月の本影のシャドウコーンの先端が地球表面に非常に近いため、擬本影が地球上で通過した金環帯は幅が非常に狭く、金環食の持続時間は非常に短く、食分が1に非常に近くて日食による太陽のリングは非常に細かった。最大食分はギリシャのレスボス島で0.9991であり、現地の擬本影の幅はわずか3.1キロで、金環食の持続時間はわずか4.6秒だった。擬本影の幅が一番広く、金環食の持続時間が一番長い、擬本影が一番先に地球と接触した大西洋中部でも、擬本影の幅は69キロしかなく、金環食の持続時間は58.9秒だった。

## 観測
この金環食の食分が非常に大きいため、地球上から見る月と太陽の外周は非常に近かった。月面の縁にある凹凸の山のため、普通は皆既日食の時しか見えないベイリー・ビーズが見え、この日食は地球の大きさと形と月面の外周の山を測定した良い機会だった。多くの科学者は最大食分がある場所に近い、観測条件が良いギリシャとトルコで金環日食を観測した。ギリシャでの観測は主に首都アテネの南に位置するサロニダとアナヴィソスに集中し、トルコでの観測は海を挟んでギリシャのレスボス島の東にあるアイヴァルクに集中した。
ベイリー・ビーズの他、コロナも普通皆既日食の時しか見えない。この金環日食の食分が1に近いため、コロナが見える予測もあった。しかし、それを見にレスボス島に行った観測隊は最後ベイリー・ビーズだけが見え、コロナが見えなかった。
前に発生した、この日食と同様に137番のサロス周期系列に属する1912年4月17日と1930年4月28日の2回の金環皆既日食と1948年5月9日の金環日食も食分がかなり1に近く、科学者はフランスのパリ付近、アメリカのカリフォルニア州キャンプトンビル付近、日本の礼文島でそれぞれを観測した。